# Ute Woltron
Ute Woltron (geboren 1966 in Neunkirchen) ist eine österreichische Journalistin und Autorin.

## Leben
Geboren und aufgewachsen im südlichen Niederösterreich verzog ihre Familie im Jahr 1984 aus beruflichen Gründen nach Rio de Janeiro in Brasilien. Sie studierte Architektur an der Technischen Universität Wien und schloss im Jahr 1992 als Diplomingenieurin ab. Neben dem Studium war sie in einem Architekturbüro sowie journalistisch tätig. 1999 kam ihr Sohn auf die Welt. Sie lebt in Ternitz im ehemaligen Haus ihrer Großeltern.
Woltron ist die Tochter des Autors und ehemaligen Industriemanagers, Investors, Unternehmers Klaus Woltron.

## Berufliches
Sie ist primär als Journalistin tätig, u. a. beim Wirtschaftsmagazin Trend, dem Nachrichtenmagazin Profil, bei den Tageszeitungen Der Standard und Die Presse sowie für das ORF Kulturradio Ö1. Thematisch befasst sich besonders mit den Schwerpunkten Wirtschaft, Architektur, Design, Reise, Garten und Yoga.
Darüber hinaus ist sie seit 1996 bei der Wirtschaftskammer Niederösterreich als Presseagentin registriert. Eine weitere Gewerbeberechtigung als Veranstaltungsagentin scheint als ruhend gemeldet auf.

## Werke
- Menschen sind auch nur Gärtner: Freche Gartengeschichten. 2009.
- 99 Genüsse, die man nicht kaufen kann – Selbstgemachte Köstlichkeiten aus Natur & Garten. Brandstätter.
- Warum schmecken Maulbeeren am besten nackt? Brandstätter.
- Mit Elfie Semotan: Eine andere Art von Schönheit. Brandstätter.
- Mit Hertha Hurnaus et al.: Funkhaus Wien: Ein Juwel am Puls der Stadt.
- Selbstgemachte Köstlichkeiten aus Natur und Garten.
- Gartenfieber: Aus dem Leben eines Gartenfans.
- Menschen sind auch nur Gärtner: Freche Gartengeschichten.
- Hanf. Ein Portrait. 2020.

## Filmographie
Als Darstellerin
- Die Stadtgängerin (Dokumentation, 2007)
- Sunshine Airlines (Dokumentation, 2004)